# Max Fredrikson
Karl Max Fredrikson, född 1968, är en svensk fotograf och skribent. Han har bland annat skildrat livet och religionen i dagens Tibet i fotoboken Bardo Tibet från år 2000, hinduiska ritualer i "Aryan Nations" på Göteborgs internationella konstbiennal 2003 och nya fototekniker i "Eternal Return" 2009. Han utför återkommande konserter, installationer, ritualer och blot på "power places" såsom Uppsala högar, Spahn ranch, Tift gravfält, Benrangelsberget och Maharishi Mahesh Yogi Ashram i Rishikesh. 
Fredriksson arbetar ofta med frågeställningar runt medvetande, synergi och identitet.
Fredriksson är en av ursprungsmedlemmarna i Lumber Island Acid Crew, ett Stockholmsbaserat psykedeliskt konstnärskollektiv som grundades i mitten av 1980-talet och fortfarande är aktivt. Han har varit verksam som skribent och redaktör bland annat i tidningarna Edge, Darling och Vice, fotograferat mode och reportage i Elle, Screw och skivomslag åt Dungen, bob hund med flera.
Den 5 februari 2009 publicerade han manifestet Art is science! Karl Max gör musik under namnet ऊ.